# 1239
1239 (MCCXXXIX) a fost un an obișnuit al calendarului iulian.

## Evenimente
- 20 martie: Papa Grigore al IX-lea excomunică pe împăratul Frederic al II-lea de Hohenstaufen.
- 1 septembrie: Participanții la "cruciada baronilor" debarcă la Accra, în vederea recuceririi Regatului Ierusalimului.
- 2 noiembrie: Sultanul ayyubid al Damascului ocupă Ierusalimul și distruge Turnul lui David și alte fortificații recent edificate de cruciați; în continuare, Theobald de Champagne recucerește Ierusalimul.
- 13 noiembrie: Eșecul Cruciadei a șasea, în urma luptei de la Gaza.

### Nedatate
- februarie: Regele Ludovic al IX-lea al Franței obține comitatul de Mâcon.
- Împăratul Frederic al II-lea asediază orașul Faenza.
- Ghibelinii trec la conducerea Florenței (până la 1250).
- Începe a doua campanie a lui Batu Han în Rusia.
- Mongolii ocupă cea mai mare parte a Armeniei, incendiind și jefuind orașele Ani și Kars.
- Munke-han supune pe alanii din Caucaz.

## Arte, științe, literatură și filozofie
- Începe construirea catedralei din Tours, în Franța.
- Încheierea edificării catedralei din Mainz, în Germania.
- Prăbușirea turnului principal al catedralei din Lincoln, în Anglia.

## Nașteri
- 3 ianuarie: Ioan al II-lea, duce de Bretania (d. 1305)
- 17 iunie: Eduard I, viitor rege al Angliei (d. 1307)
- 18 octombrie: Ștefan al V-lea, rege al Ungariei și Croației (d. 1272)
- Gaddo Gaddi, pictor italian (d. 1312)
- Petru al III-lea, viitor rege al Aragonului (d. 1285)

## Decese
- 3 martie: Vladimir al III-lea Rurikovici, mare cneaz de Kiev (n. 1187)
- 20 martie: Hermann von Salza, mare maestru al Ordinului Cavalerilor Teutoni (n. 1179)
- Premysl I de Moravia (n. ?)